# Ala Kheir

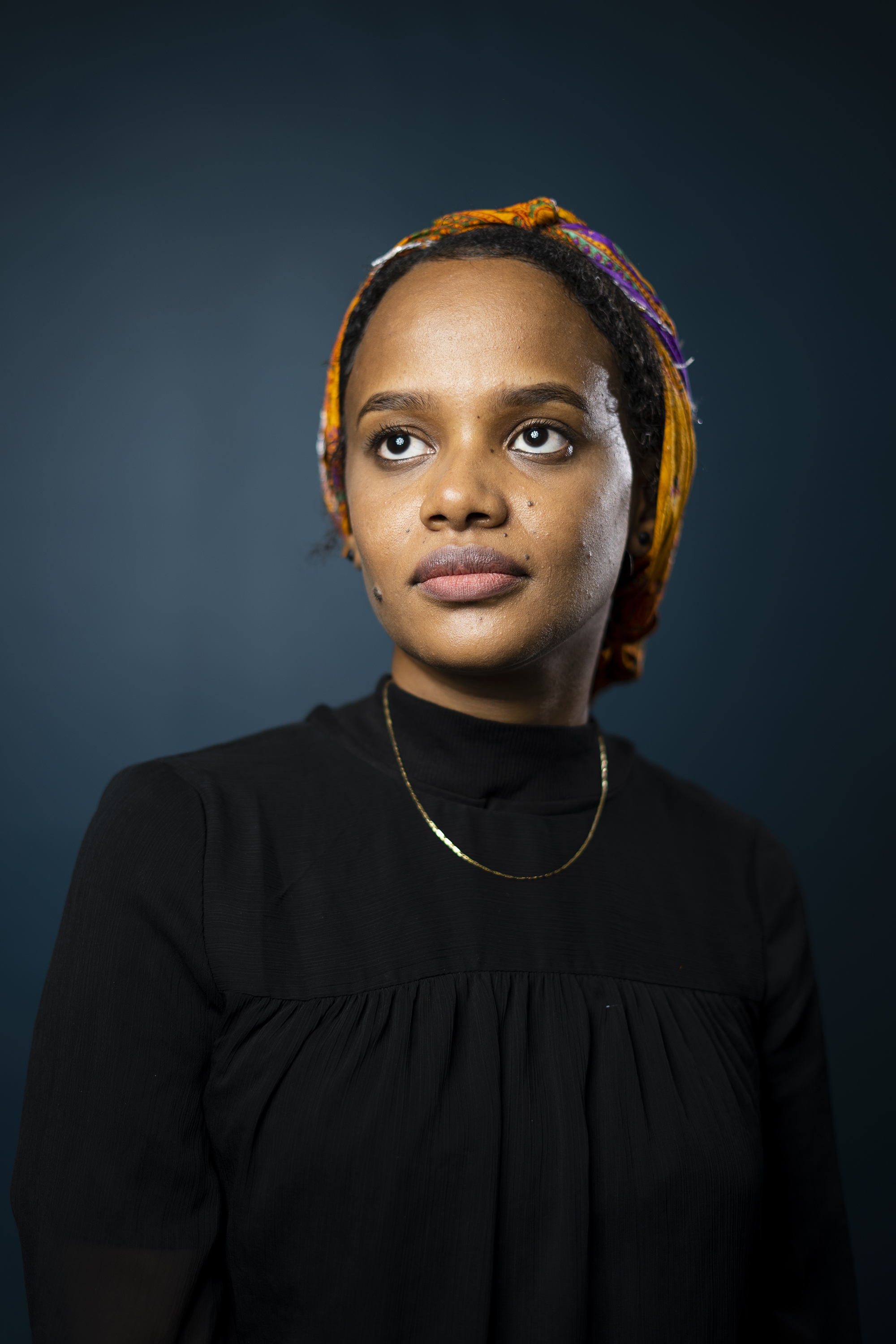
Ala Kheir: Portrét súdánské vizuální umělkyně Amny Elhassan, 2020

Ala Kheir (* 1. dubna 1985, Nyala) je súdánský fotograf, kameraman a strojní inženýr. Stal se známým jako jeden ze zakladatelů skupiny Sudanese Photographers Group v Chartúmu v roce 2009 a prostřednictvím mezinárodních výstav svých fotografií a také díky networkingu a školení pro fotografy v Africe.

## Životopis
Kheir se narodil v Nyale v Jižním Dárfúru a jako dítě se s rodiči přestěhoval do hlavního města Chartúmu. Během letních prázdnin často navštěvoval Nyale a jako fotograf později začal dokumentovat životy lidí v oblasti pohoří Džabal Marra.
Kheir vystudoval strojní inženýrství v Malajsii a začínal jako fotograf samouk. Po svém návratu do Súdánu spolu s dalšími fotografy v Chartúmu založil skupinu súdánských fotografů. Tato skupina začala fotografovat a učit fotografii jako uměleckou formu a zapojila do svých workshopů a výstav další začínající fotografy.
Kheir se také podílel na vytváření sítí a školení pro fotografy v Africe, zejména s „Centers of Learning for Photography in Africa“ v Johannesburgu v Jižní Africe. Tato síť sdružuje africké platformy aktivní v oblasti fotografického vzdělávání, kde si členové „vyměňují nápady a metodiky výuky a také se učí jako školitelé“.
Příkladem takového školení a networkingu byla série workshopů a výstav fotografií v Chartúmu v letech 2014 až 2016 nazvaná „Mugran Foto Week“. Výstava roku 2016 představila souhrnné výsledky workshopu nazvaného Moderní doba, který před tím vedli fotografové Michelle Lukidis z Jižní Afriky a André Lützen z Německa.
Kheir několik let působil jako porotce v porotě mezinárodní soutěže Contemporary African Photography Prize (CAP) v Basileji ve Švýcarsku, která se každoročně uděluje pěti fotografům, jejichž díla vznikla na africkém kontinentu nebo kteří se zabývají africkou diasporou."
Kheirovy fotografie zveřejnil The Guardian, časopis Brownbook, Dubaj a World Architecture Community. V roce 2020 byla jeho práce uvedena mezi 17 současnými africkými fotografy v knize The Journey. Nové pozice v africké fotografii. Od roku 2008 do roku 2018 byli tito afričtí fotografové zváni místními německými kulturními centry Goethe-Institutu, aby se zúčastnili mistrovských kurzů, které kurátoroval Simon Njami a etablovaní afričtí fotografové, jako je Akinbode Akinbiyi. Spolu s dalšími africkými fotografy, kteří byli součástí těchto mistrovských kurzů, vyšel portrét Kheirovy práce v knize The Journey - New position in African Photography. 
Ve francouzské knize o 52 současných afrických umělcích Oh! AfricArt, Kheir a jeho fotografie jsou uváděni jako jediný umělec ze Súdánu. World Press Photo pro svou soutěž v roce 2022 nominoval Kheira jako člena poroty z Afriky. Během konfliktu v Súdánu v roce 2023 The Guardian publikoval článek ve své sérii „Můj nejlepší snímek“ o jednom z Kheirových snímků Chartúmu a jeho osobního přístupu k fotografii. Na skupinové výstavě Reframing Neglect v New Yorku v roce 2023 byl Kheir zastoupen snímky lidí žijících na předměstí Chartúmu a trpících „zanedbanými tropickými nemocemi“, mezi které patří lepra, spavá nemoc a říční slepota.
Během online rozhovoru v říjnu 2022 se speciálními sbírkami Durham University Library a Photo Legacy Project (PLP) byl Kheir zatčen a obtěžován súdánskou bezpečnostní policií, pravděpodobně proto, že byl podezřelý z účasti na protestech občanů.
V článku v časopise „Street Photography: A Glimpse into Chartúm Architecture and Urban Design“ se Kheir zamyslel nad povahou pouliční fotografie: 
Pro fotografa poskytuje pouliční fotografie svou jedinečnou radost a ulice jsou tím nejlepším místem pro spojení člověka s okolním prostorem, což vede k environmentálnímu portrétu, který vypráví úplný příběh. Rozhodně je to silný prostředek k osvětě veřejnosti o našem bezprostředním okolí.
 Ala Kheir, súdánský fotograf

### Skupinové a samostatné výstavy
- Reframing Neglect, Milan, New York and Abu Dhabi, Italy, USA and United Arab Emirates 2022/2023[18]
- Revisiting Khartoum, African Capitals, France 2017
- Revisiting Khartoum, Dakar Biennale, Senegal 2016
- Khartoum 2 Addis, Venice Biennale, Italy 2015
- Africa, Big chance, Big chance, Milan, Italy 2014
- Invisible Borders, group exhibition, Addis Photo Festival, Ethiopia 2012
- Khartoum (solo exhibition), Addis Photo Festival 2012
- The Un-governables, group exhibition in New York 2012
- Feel the color, Khartoum, 2009 (co-exhibition with Dia Khalil)
- 50+1, Malaysia, Kuala Lumpur 2007[19]

## Ocenění
- Fotosoutěž Náš kontinent, naše budoucnost, 2. cena, 2013
- Fotosoutěž Connect for Climate, 2. cena, 2012
- Vzdělávací fotografie OSN, 2010 [19]